# Couronnement de la Vierge
Pour les articles homonymes, voir Couronnement de la Vierge (homonymie).

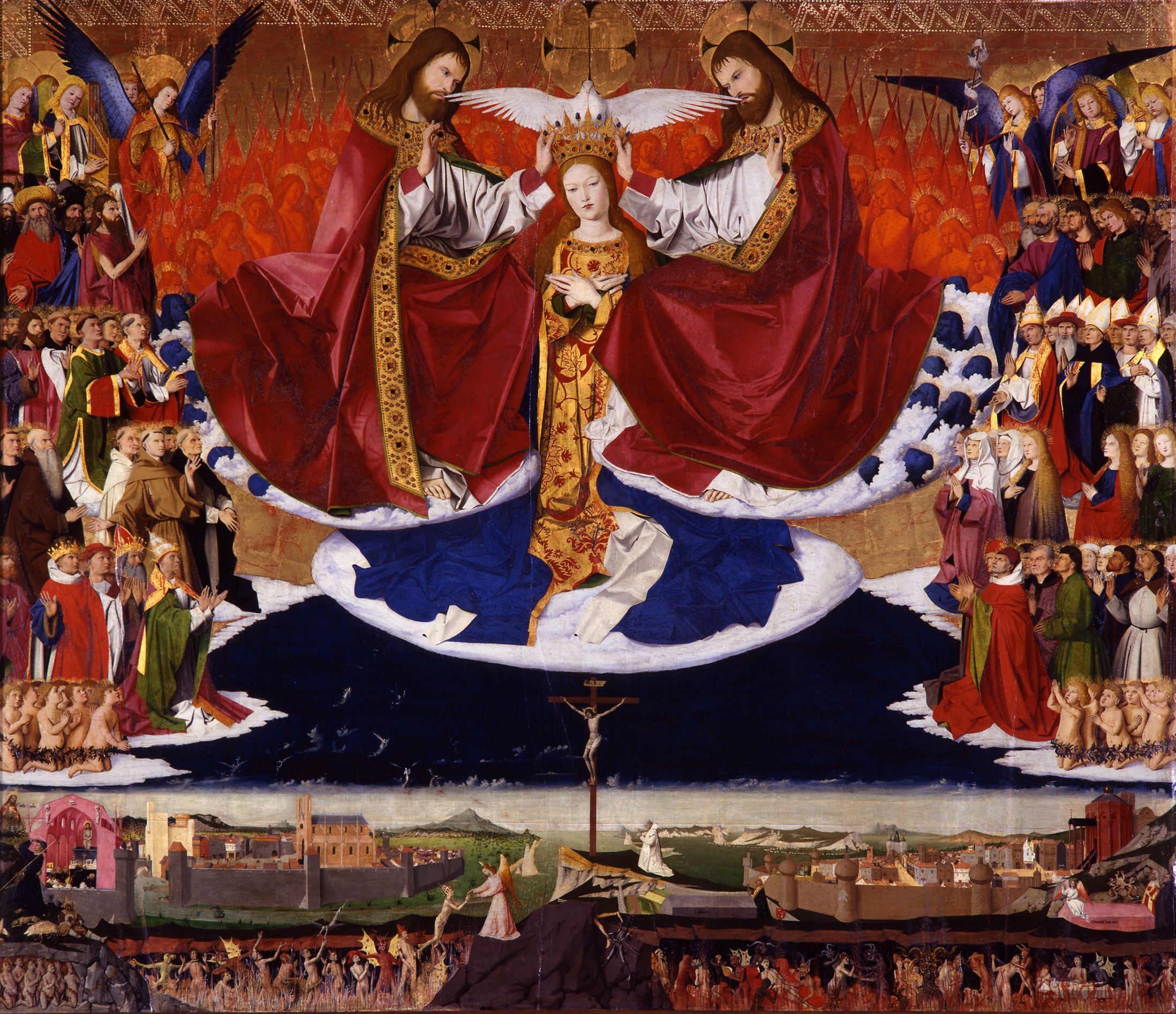
Le Couronnement de la Vierge par Enguerrand Quarton (1454).

Le couronnement de la Vierge est un des thèmes de l'iconographie chrétienne consistant à représenter la Vierge Marie, couronnée dans les cieux. Le thème est présent à partir du Moyen Âge, mais ne fait pas l'objet d'un dogme reconnu par l’Église. Dans le calendrier grégorien, il est fêté le 22 août, huit jours après la fête de l'Assomption.

## Références religieuses

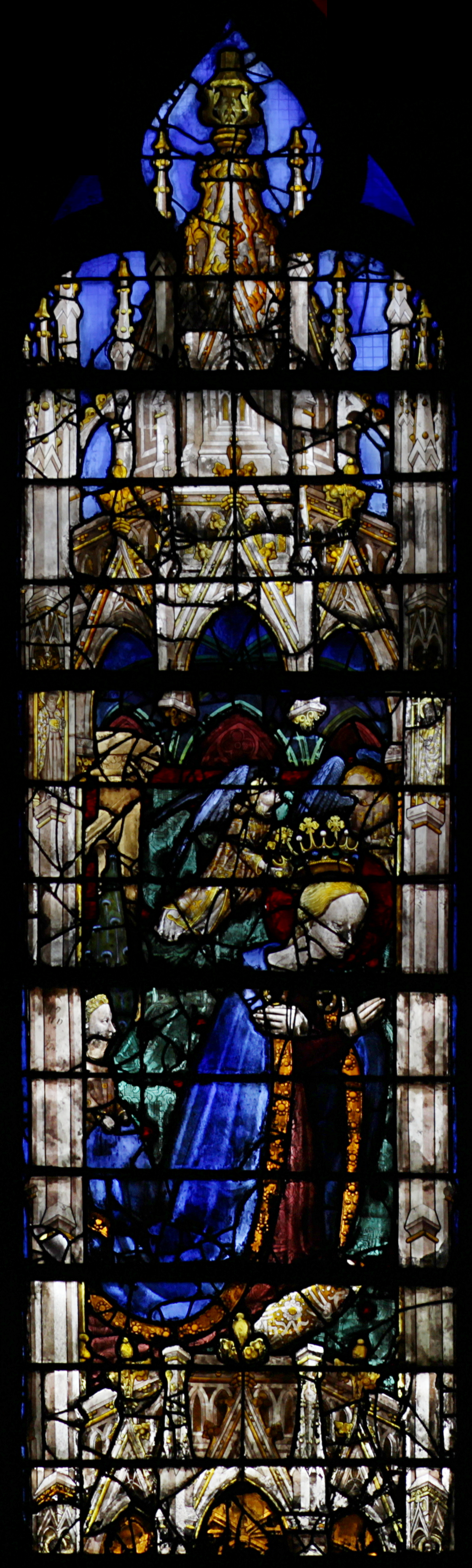
Le Couronnement de la Vierge, dans la Chapelle Vendôme de la cathédrale Notre-Dame de Chartres.

## Le Couronnement

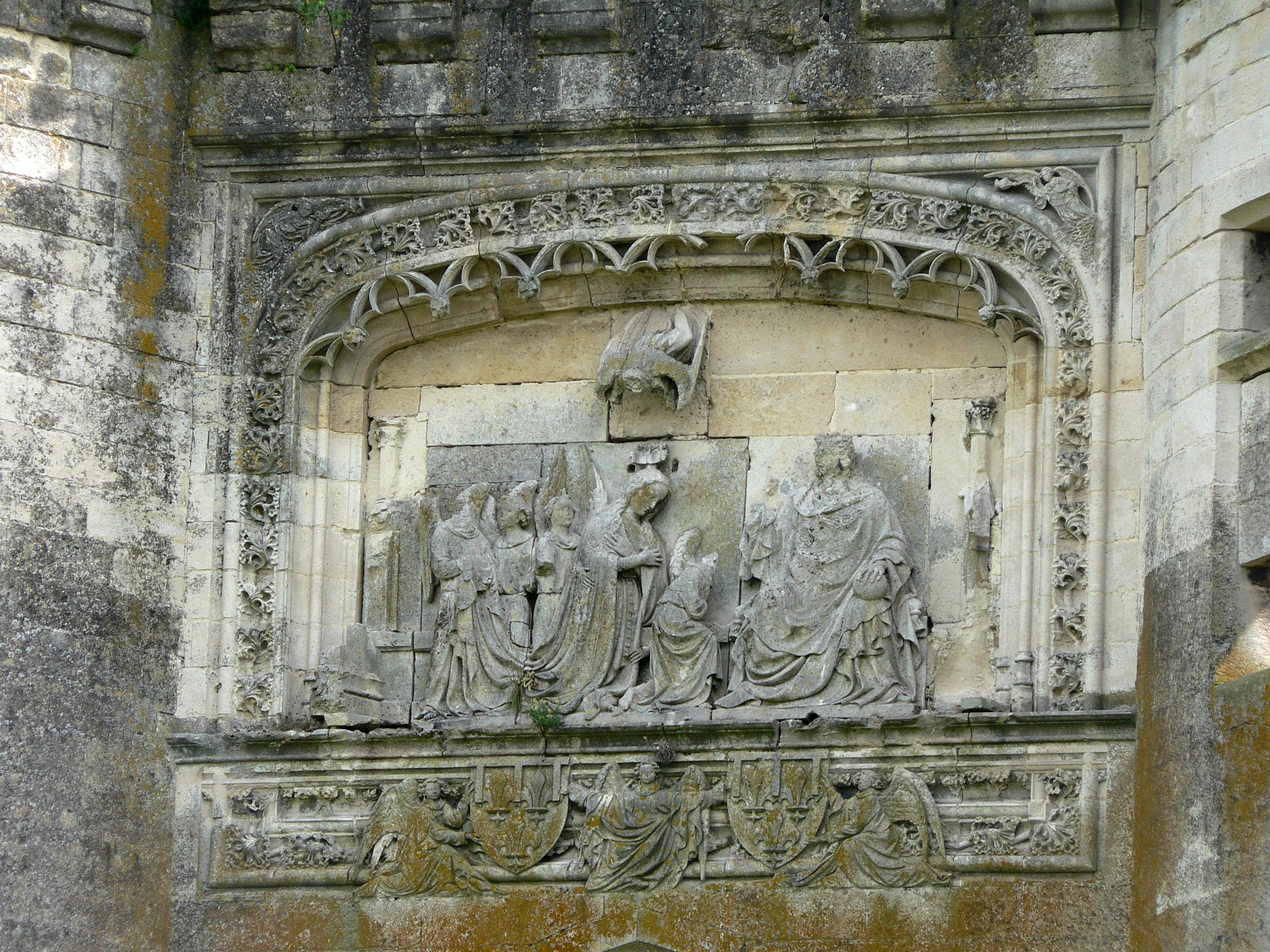
Le Couronnement de la vierge, château de La Ferté-Milon.

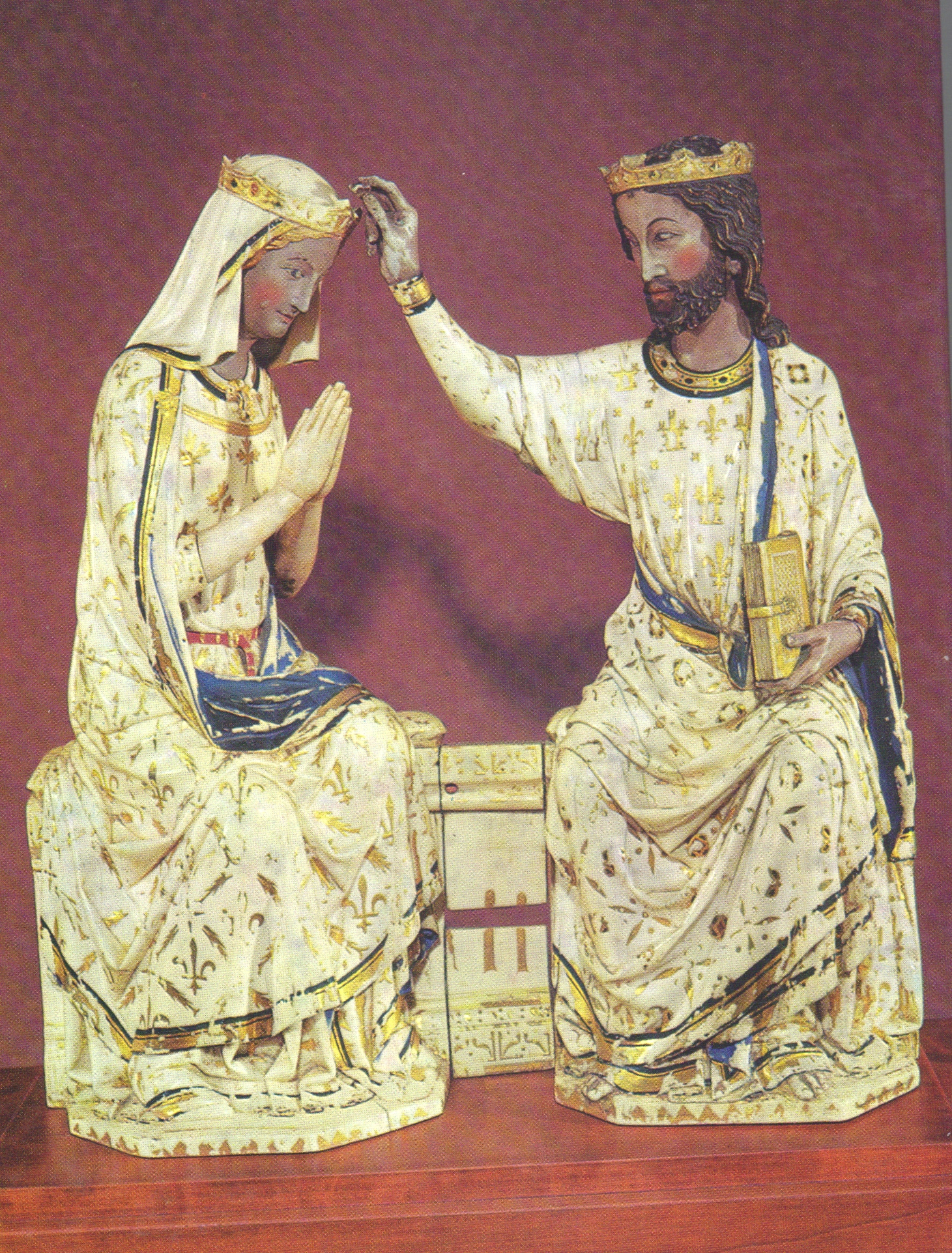
Ivoire parisien, XIIIe siècle.

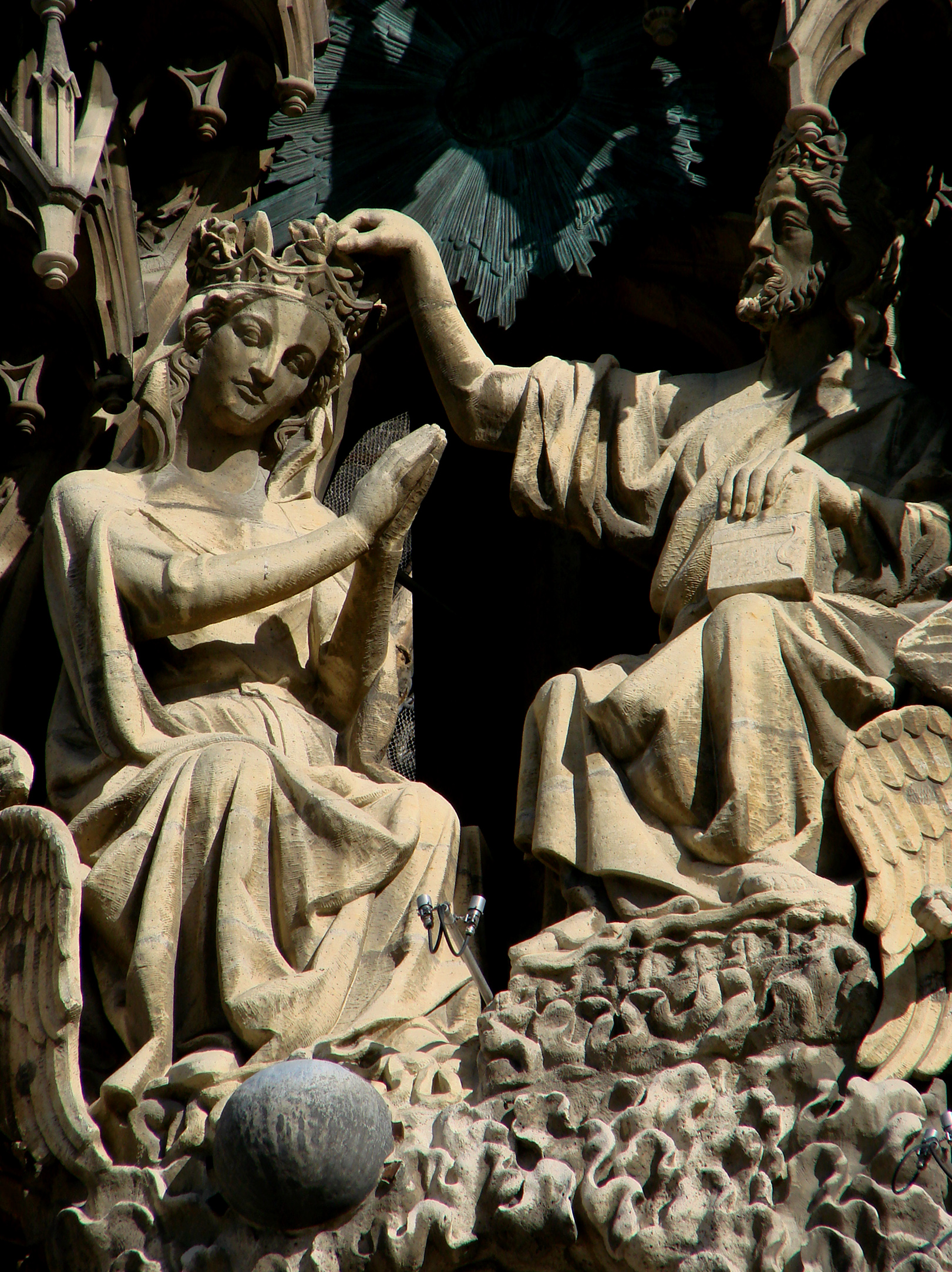
Le Couronnement de la Vierge, cathédrale Notre-Dame de Reims.
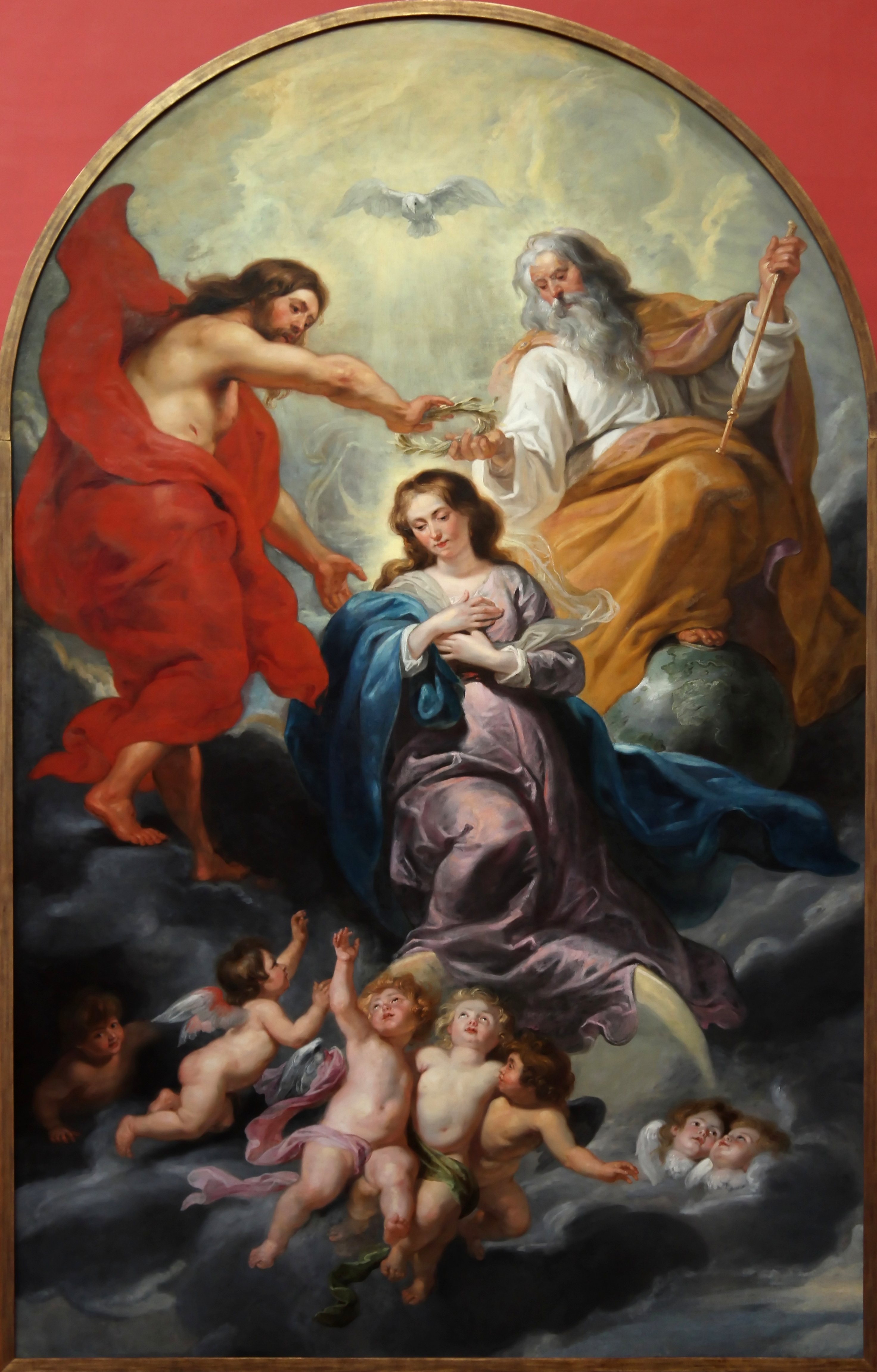
Pierre Paul Rubens - Le Couronnement de la Vierge, Bruxelles.
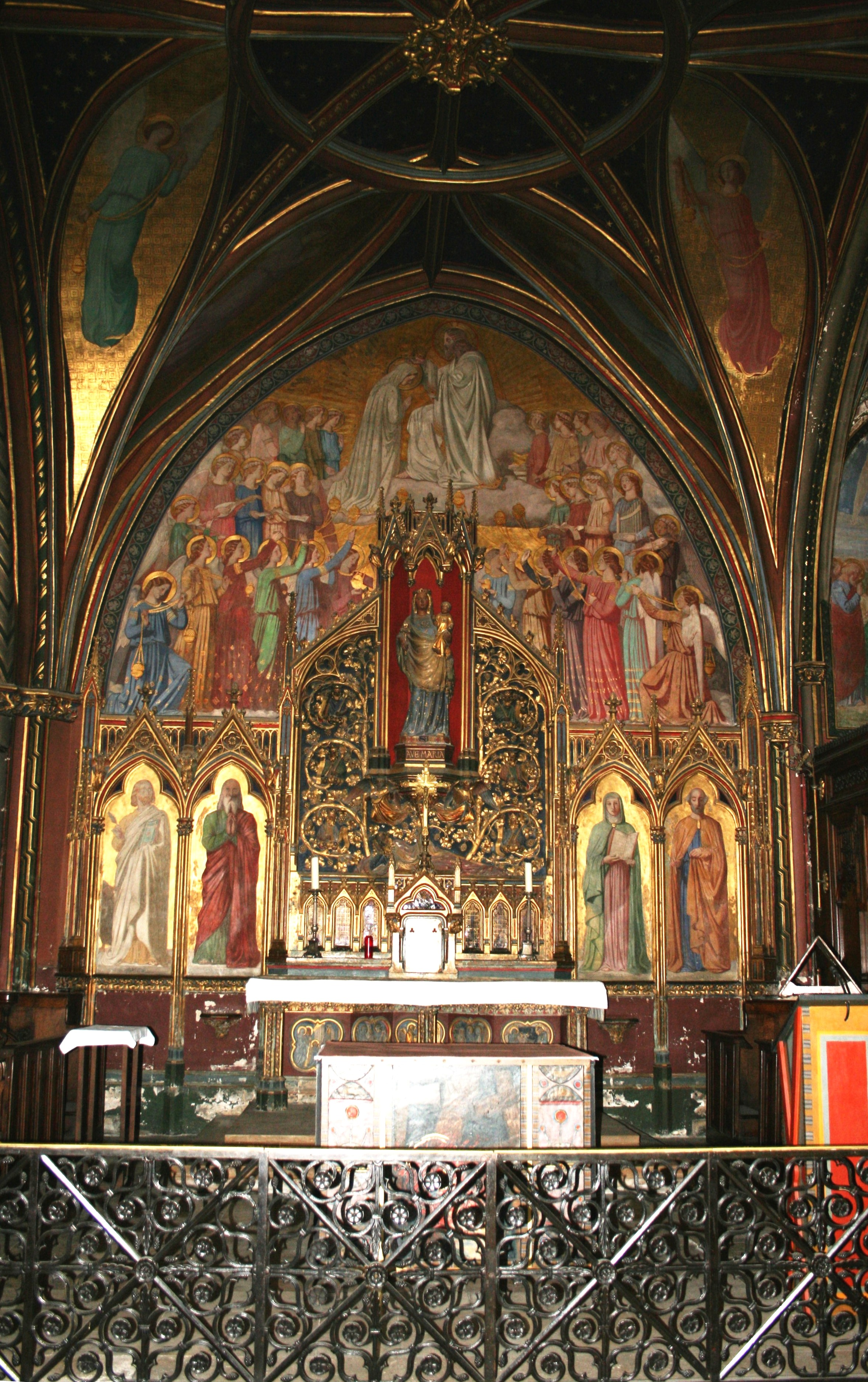
Amaury-Duval, Le Couronnement de la Vierge, vers 1840 - Église Saint-Germain l'Auxerrois, Paris. La statue centrale est en revanche du XIVe siècle.
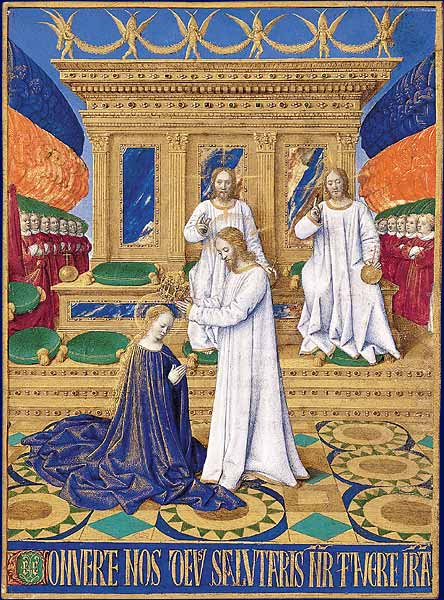
Jehan Fouquet, Le Couronnement de la Vierge, Livre d'heures d'Étienne Chevalier.

## Traitement iconographique

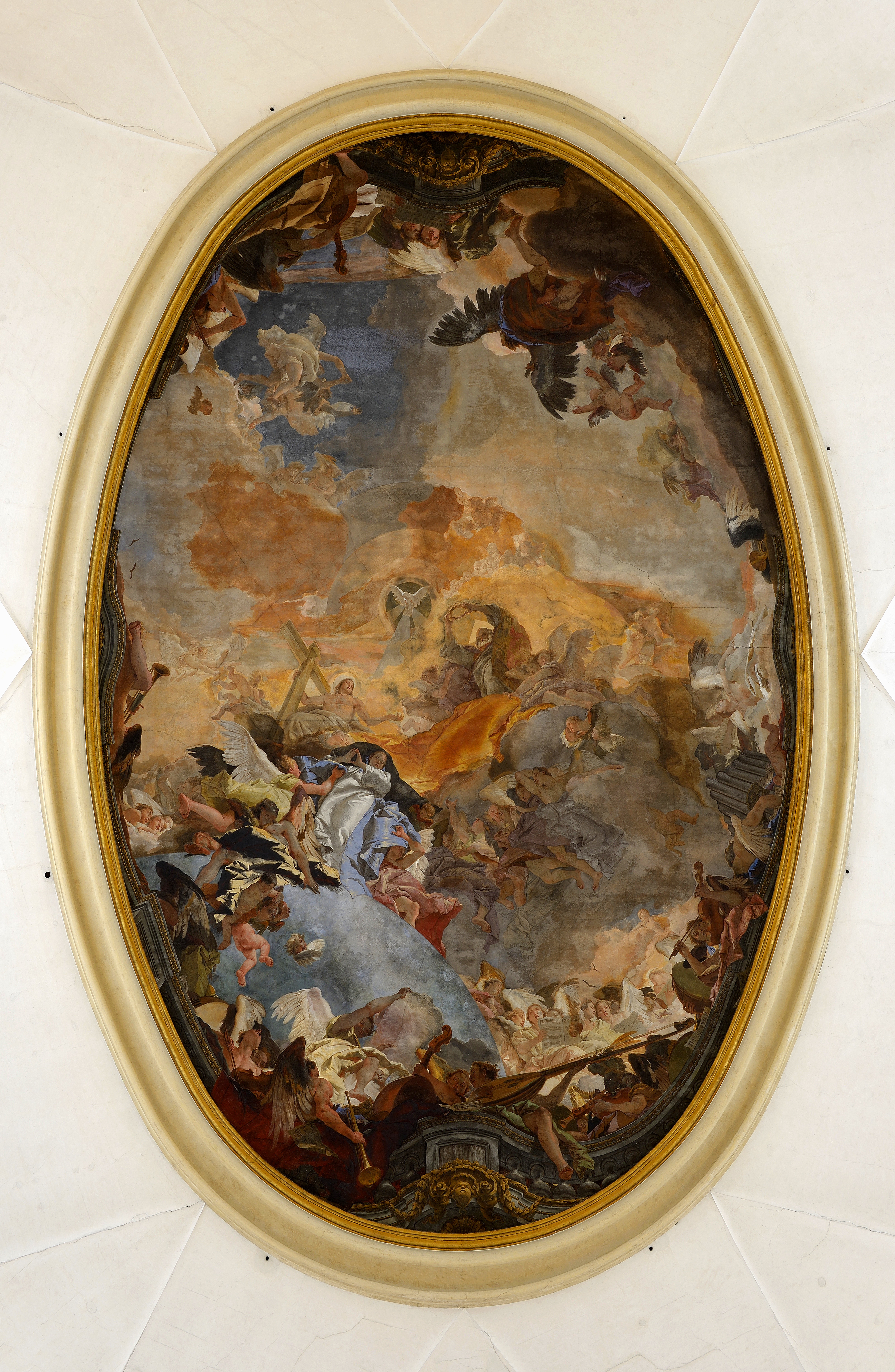
Le Couronnement de la Vierge
Giambattista Tiepolo, 1754,
plafond de l'église de la Pietà.

## Artistes du thème

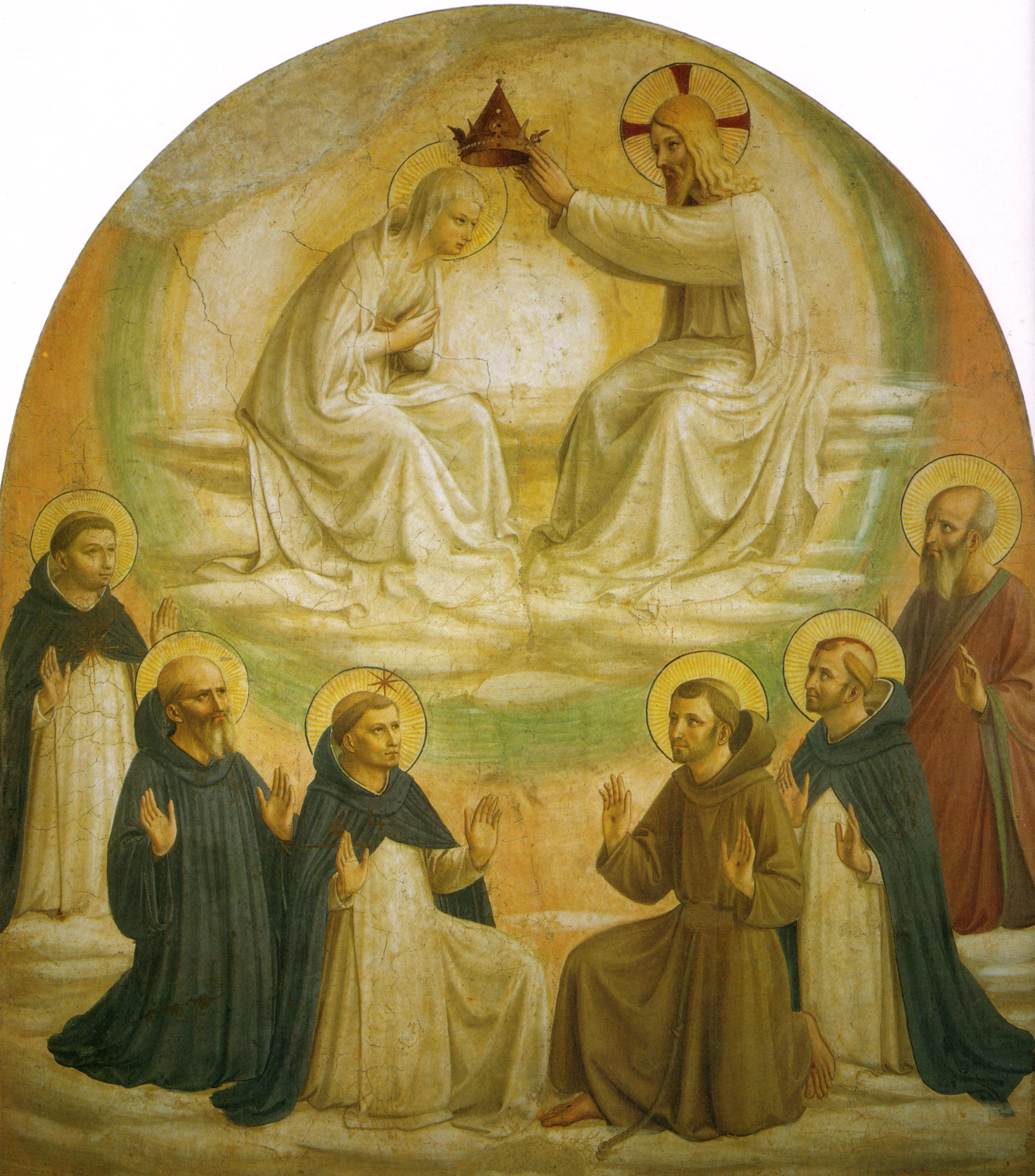
Par Fra Angelico.